# Mieczysław Czesnowski
Mieczysław Czesnowski (biał Мячыслаў Эдвардавіч Чэсноўскі, Miaczysłau Edwardawicz Czesnouski, ros. Мечислав Эдвардович Чесновский, Mieczysław Edwardowicz Czesnowski; ur. 18 maja 1948 w Kotewszczyznie k. Wołożyna) – białoruski naukowiec polskiego pochodzenia, historyk i specjalista od spraw stosunków międzynarodowych, od 2002 rektor Brzeskiego Uniwersytetu Państwowego im. Aleksandra Puszkina.

## Życiorys
Urodził się we wsi Kotewszczyzna, w rejonie wołożyńskim obwodu mińskiego Białoruskiej SRR, w rodzinie o polskich korzeniach. W 1972 ukończył studia na Wydziale Historii Białoruskiego Uniwersytetu Państwowego im. Włodzimierza Lenina. Od 1975 do 1993 pracował jako docent wykładowca w Katedrze Historii ZSRR. W latach 1985–1993 pełnił urząd zastępcy dziekana Wydziału Historii oraz dziekana Wydziału Doskonalenia Kwalifikacji BUP.
Od 1993 do 1996 zatrudniony w Ministerstwie Spraw Zagranicznych Republiki Białorusi m.in. jako radca w ambasadzie w Polsce oraz chargés d’affaires ad interim (1995–1996).
Po powrocie do pracy naukowej w 1996 ponownie wykładał na Białoruskim Uniwersytecie Państwowym, gdzie założył Wydział Stosunków Międzynarodowych. Był zastępcą dziekana Wydziału i wykładowcą, a od 2001 również profesorem tej jednostki. W kwietniu 2003 uzyskał stopień profesora państwowego.
W listopadzie 2002 został mianowany przez prezydenta Łukaszenkę rektorem Brzeskiego Uniwersytetu Państwowego im. Aleksandra Puszkina.
Dysertację kandydacką obronił z tematyki przeobrażeń ustrojowych w zachodnich obwodach Białorusi w latach 1944–1950. Jest autorem około 80 prac naukowych, w tym m.in. Przeobrażeń systemowych w Rzeczypospolitej Polskiej w latach 1989-1999 (ros. Sistiemnyje prieobrazowanija w Riespublikie Polsza w 1989–1999, Mińsk 2000), za którą uzyskał w 2000 stopień doktora nauk historycznych. Zajmuje się naukowo m.in. transformacją ustrojową w Europie Środkowo-Wschodniej po 1989, działalnością organizacji międzynarodowych (uniwersalnych i regionalnych) na świecie po 1945, współczesnymi problemami bezpieczeństwa w Europie Środkowo-Wschodniej oraz stosunkami dwustronnymi w regionie.
Jest członkiem Komisji Państwowej Republiki Białorusi ds. przygotowania podręczników do historii. Zasiada w Radzie Ogólnej Narodowej Akademii Nauk Białorusi. W 1998 uhonorowany tytułem zasłużonego nauczyciela Republiki Białorusi.

## Wybrane publikacje
- Postsocyalisticzeskije strany na puti prieobrazowanij i jewropiejskoj intiegracyi, Mińsk 1997.
- Sistiemnyje prieobrazowanija w Riespublikie Polsza w 1989–1999, Mińsk 2000.
- Strany Sriedniej Jewropy w 1990–je gg., Mińsk 2002.
- Istorija wnieszniej politiki Biełarusi, Mińsk 2003.